# Hiato (fonología)
Un hiato es, en fonología, la secuencia de dos vocales que se encuentran juntas pero pertenecen a diferentes sílabas. El caso contrario, que se pronuncien en la misma sílaba, se llama diptongo.
Existen algunas lenguas en el mundo que no poseen diptongos; para los hiatos no parece haber una restricción similar y claramente todas las lenguas con diptongos poseen también algunos hiatos o al menos secuencias de dos vocales abiertas.
En español, siempre hay hiato cuando una vocal cerrada tónica (que lleva acento) se encuentra antes o después de una vocal abierta átona.

## Hiatos en español

### Tipos de hiato

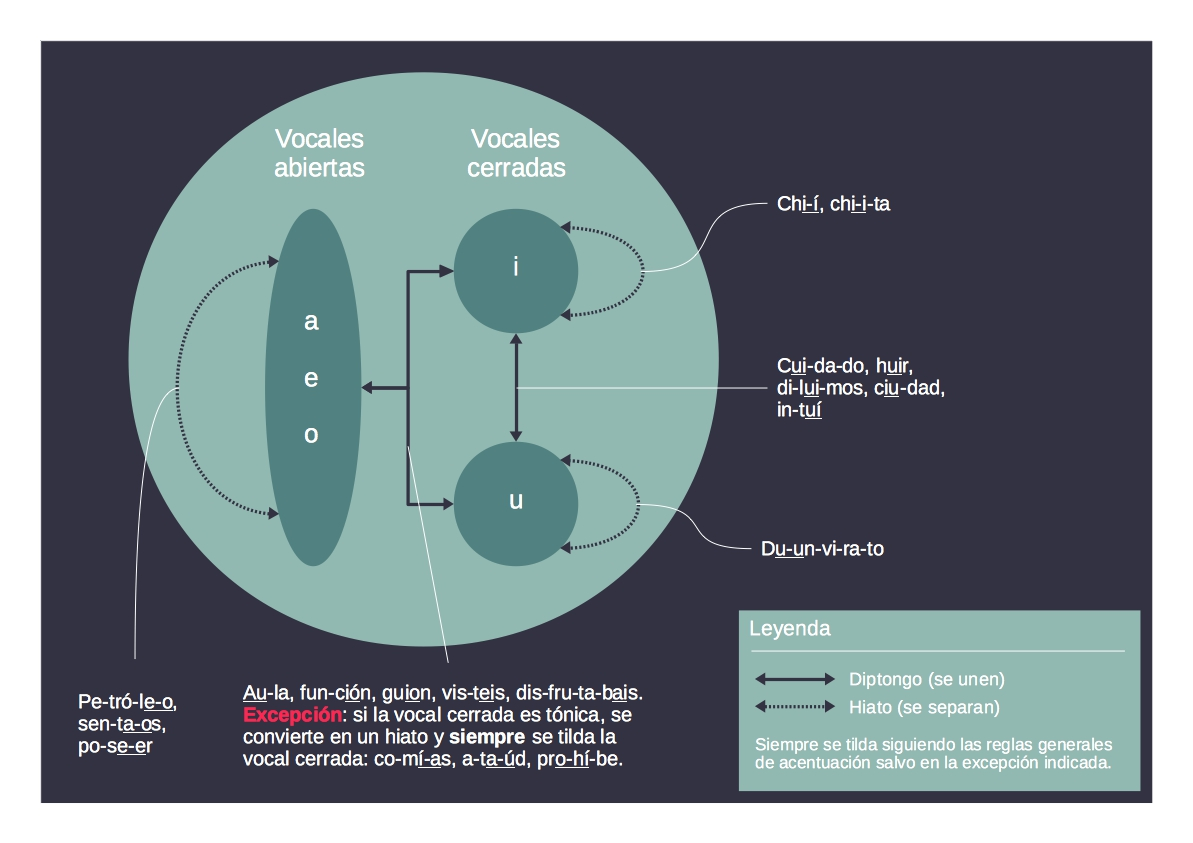
Diptongos e hiatos

Cuando las vocales forman cada una por separado una emisión de voz, es decir, una sílaba, se tendrá un hiato. En español esto se produce cuando están juntas dos vocales fuertes (a, e, o), o una vocal fuerte con una débil tónica (í, ú), o bien, dos vocales débiles iguales que requiera doble pronunciación de la vocal (ii, uu):
| posibles hiatos        | posibles hiatos | vocal abierta (fuerte) | vocal abierta (fuerte) | vocal abierta (fuerte) | vocal cerrada (débil) | vocal cerrada (débil) |
| posibles hiatos        | posibles hiatos | e                      | a                      | o                      | i                     | u                     |
| ---------------------- | --------------- | ---------------------- | ---------------------- | ---------------------- | --------------------- | --------------------- |
| vocal abierta (fuerte) | ! e             | ee le-e, pa-se-é       | ae ca-e, a-é-re-o      | oe ro-e, No-é          | íe rí-e               | úe li-cú-e            |
| vocal abierta (fuerte) | a               | ea se-a, te-a-tro      | aa a-za-har            | oa bo-ato, Sa-mo-a     | ía fi-lo-so-fí-a      | úa pú-a               |
| vocal abierta (fuerte) | o               | eo cre-ó, fe-o         | ao na-o, ca-o-ba       | oo lo-ó, zo-o          | ío rí-o               | úo a-cen-tú-o         |
| vocal cerrada (débil)  | ! i             | eí re-í                | aí pa-ís, ma-íz        | oí o-ír                | ii chi-i-ta           |                       |
| vocal cerrada (débil)  | u               | eú re-ú-ne             | aú ba-úl               | oú No-ú-me-no          |                       | uu du-un-vi-ro        |

En español se dice que dos vocales abiertas o medias (vocales fuertes) contiguas forman hiatos. Sin embargo, es muy común que actúen como diptongos en el habla coloquial, especialmente en algunos dialectos. Por ejemplo línea o toalla se consideran un hiato en el español normativo, pero actualmente se pronuncian generalmente como diptongos en algunas variedades de español,[cita requerida] es decir, [ˈline̯a], [ˈtʊ̯aʝa].

#### Hiato simple
Es el encuentro de dos vocales abiertas (a, e, o), o también, de dos vocales cerradas iguales (ii, uu).
Por ejemplo:
- saeta, cuya separación silábica es sa-e-ta;
- zoológico, cuya separación silábica es en algunos dialectos (España), zo-o-ló-gi-co, en otros dialectos de América en cambio diptongo zoo-ló-gi-co.
- chiita, cuya separación silábica es: chi-i-ta.

#### Hiato acentual
También llamado hiato que deshace el diptongo. Es un tipo de hiato resultante del encuentro de una vocal abierta con una cerrada o de una cerrada con una abierta. Lo que diferencia a este hiato del diptongo es que la vocal cerrada obligatoriamente debe llevar acento, y se escribe con tilde. Por ejemplo:
- saúco, cuya separación silábica es,Sa-ú-co.
- sabía, cuya separación silábica es,sa-bí-a.
- día, cuya separación silábica es, dí-a.

#### Hiato esporádico
Un problema muy discutido en fonología del español es la existencia de resilabicación excepcional que da lugar a hiatos que no están motivados acentuadamente:
- píe [ˈpi.e] (1.ª del presente de subjuntivo de piar) / pie [piˈe] (1.ª del pretérito de piar) / pie [ˈpje] (extremo de la pierna)
- río [ˈri.o] (corriente de agua) / rio [riˈo] (3.ª del pretérito de reír)

### Colocación de tilde en los hiatos
Los hiatos llevan tilde si lo exigen las reglas generales de acentuación. Sin embargo, en las secuencias vocal abierta átona + vocal cerrada tónica,o viceversa, siempre se coloca tilde para marcar el hiato.

### Diferencias dialectales
A veces la separación en sílabas difiere de una variante de español a otra, por ejemplo, español de España y el español de México difieren en el número de sílabas en que separan palabras como:
Oaxaca, toalla; teatro, Orleans, pelear, craneal, etc.
Otras veces las diferencias pueden darse entre hablantes de un mismo dialecto o si se compara un registro coloquial con uno formal. Esas diferencias se dan en palabras como:
pe-rí-o-do / pe-rio-do
di-a-frag-ma / dia-frag-ma
En otros casos, hay diferencia de acentuación en distintos países, con distinta tildación de las palabras. Por ejemplo:
- austríaco / austriaco
- cardíaco / cardiaco
- período / periodo
- policíaco / policiaco

## Hiato en otras lenguas

### Preferencia por los hiatos
Algunas lenguas no tienen diptongos, excepto a veces en el habla rápida, o tienen un número limitado de diptongos pero también numerosas secuencias vocálicas que no pueden formar diptongos y por eso aparecen en hiato. Es el caso del japonés, del nuosu, de las lenguas bantúes como el suajili y del lakota. Algunos ejemplos son el japonés aoi (青い) 'azul/verde', y el suajili eua 'purificar', ambos con tres sílabas. [cita requerida]

### Evitación de los hiatos
Muchas lenguas evitan o restringen el hiato y lo evitan suprimiendo o asimilando la vocal o añadiendo una consonante extra.

#### Epéntesis
Se puede añadir una consonante entre vocales (epéntesis) para evitar el hiato. La mayoría de las veces se trata de una semivocal o de una glotal, pero también se pueden utilizar todo tipo de consonantes, dependiendo de la lengua y de la calidad de las dos vocales adyacentes. Por ejemplo, algunos dialectos no-róticos del inglés suelen insertar /r/ para evitar el hiato después de vocales abiertas finales de palabra u ocasionalmente de morfemas.

#### Contracción
En la poesía griega y latina, el hiato se evita generalmente aunque se da en muchos autores bajo ciertas reglas, con diversos grados de licencia poética. El hiato puede evitarse mediante la elisión de una vocal final, ocasionalmente la prodelisión (elisión de la vocal inicial), la sinizesis (pronunciación de dos vocales como una sola sin cambio de ortografía), o contracciones como αει->ᾷ.